# Ernest Hilliard
Ernest Hilliard (31 de janeiro de 1890 – 3 de setembro de 1947) foi um ator norte-americano da era do cinema mudo. Ele atuou em 98 filmes entre 1921 e 1947.

## Filmografia selecionada
- Silver Wings (1922)
- Love's Old Sweet Song (1923)
- Man and Wife (1923)
- Galloping Hoofs (1924)
- Broadway Lady (1925)
- The Frontier Trail (1926)
- Let It Rain (1927)
- The Matinee Idol (1928)
- The Awful Truth (1929)
- Wall Street (1929)
- Sea Spoilers (1936)